# Veïnat de Mas Masó
Veïnat de Mas Masó – miejscowość w Hiszpanii, w Katalonii, w prowincji Girona, w comarce Gironès, w gminie Sant Jordi Desvalls.
Według danych INE z 2005 roku miejscowość zamieszkiwało 36 osób.